# Ombrophytum peruvianum
Ombrophytum peruvianum là một loài thực vật có hoa trong họ Balanophoraceae. Loài này được Poepp. & Endl. mô tả khoa học đầu tiên năm 1838.